# Northwood FC
Northwood FC (celým názvem: Northwood Football Club) je anglický fotbalový klub, který sídlí v severozápadním Londýně. Založen byl v roce 1926. Od sezóny 2018/19 hraje v Isthmian League South Central Division (osmá nejvyšší soutěž v Anglii). Klubové barvy jsou červená a bílá.
Své domácí zápasy odehrává na stadionu Northwood Park s kapacitou 3 075 diváků.

## Získané trofeje
- Middlesex Senior Cup ( 2× )
  - 2006/07, 2015/16

## Úspěchy v domácích pohárech
Zdroj: 
- FA Cup
  - 4. předkolo: 2000/01
- FA Trophy
  - 3. kolo: 2000/01
- FA Vase
  - Čtvrtfinále: 1996/97

## Umístění v jednotlivých sezonách
Stručný přehled
Zdroj: 
- 1978–1979: Hellenic Football League (Division One)
- 1979–1984: Hellenic Football League (Premier Division)
- 1984–1987: London Spartan League (Premier Division)
- 1987–1992: Spartan League (Premier Division)
- 1992–1997: Isthmian League (Third Division)
- 1997–2000: Isthmian League (Second Division)
- 2000–2002: Isthmian League (First Division)
- 2002–2003: Isthmian League (Division One North)
- 2003–2005: Isthmian League (Premier Division)
- 2005–2007: Southern Football League (Premier Division)
- 2007–2010: Isthmian League (Division One North)
- 2010–2017: Southern Football League (Division One Central)
- 2017–2018: Southern Football League (Division One East)
- 2018– : Isthmian League (South Central Division)

Jednotlivé ročníky
Zdroj: 
Legenda: Z - zápasy, V - výhry, R - remízy, P - porážky, VG - vstřelené góly, OG - obdržené góly, +/- - rozdíl skóre, B - body, červené podbarvení - sestup, zelené podbarvení - postup, fialové podbarvení - reorganizace, změna skupiny či soutěže
| Sezóny  | Liga                                            | Úroveň | Z  | V  | R  | P  | VG | OG  | +/- | B  | Pozice |
| ------- | ----------------------------------------------- | ------ | -- | -- | -- | -- | -- | --- | --- | -- | ------ |
| 2009/10 | Isthmian League (Division One North)            | 8      | 42 | 17 | 10 | 15 | 65 | 61  | +4  | 61 | 10.    |
| 2010/11 | Southern Football League (Division One Central) | 8      | 42 | 11 | 6  | 25 | 59 | 106 | -47 | 39 | 20.    |
| 2011/12 | Southern Football League (Division One Central) | 8      | 42 | 19 | 9  | 14 | 74 | 62  | +12 | 66 | 7.     |
| 2012/13 | Southern Football League (Division One Central) | 8      | 42 | 17 | 6  | 19 | 80 | 73  | +8  | 57 | 13.    |
| 2013/14 | Southern Football League (Division One Central) | 8      | 42 | 21 | 6  | 15 | 72 | 62  | +10 | 69 | 9.     |
| 2014/15 | Southern Football League (Division One Central) | 8      | 42 | 15 | 12 | 15 | 60 | 61  | -1  | 57 | 10.    |
| 2015/16 | Southern Football League (Division One Central) | 8      | 42 | 20 | 9  | 13 | 62 | 49  | +13 | 69 | 7.     |
| 2016/17 | Southern Football League (Division One Central) | 8      | 42 | 9  | 12 | 21 | 57 | 88  | -31 | 39 | 20.    |
| 2017/18 | Southern Football League (Division One East)    | 8      | 42 | 10 | 11 | 21 | 54 | 71  | -17 | 41 | 17.    |
| 2018/19 | Isthmian League (South Central Division)        | 8      | 38 |    |    |    |    |     |     |    |        |